# Luciano Bacheta
Luciano Bacheta (Romford, 26 april 1990) is een Brits autocoureur.
Bacheta begon met karten toen hij veertien was in 2004 en stapte een jaar later in 2005 al over naar de auto's in het Junior Ginetta-kampioenschap en behaalde hier zes overwinningen en de meeste snelste ronden en pole positions. In 2006 won Bacheta het T Cars-kampioenschap na zes achtereenvolgende overwinningen tijdens het seizoen en versloeg Max Chilton met drie punten verschil. Aan het eind van 2006 stapte Bacheta over naar het formuleracing, waarin hij deelnam in de Formule Palmer Audi Autumn Trophy. Op Snetterton won hij zijn allereerste race in een eenzitter en eindigde uiteindelijk op de derde plaats in het kampioenschap na problemen in de vierde race.
Bacheta reed in 2007 een heel seizoen Formule Palmer Audi en eindigde hierin als derde in het kampioenschap met drie pole positions en vier overwinningen. Hij nam hierna opnieuw deel aan de Autumn Trophy, maar eindigde nu slechts als veertiende.
Bacheta stapte over naar de Formule Renault 2.0 in 2008, waarbij hij in de Eurocup Formule Renault 2.0 en de Formule Renault 2.0 WEC reed voor het team Hitech Junior Team. Hij maakte zes starts in de WEC met als beste resultaat een negende plaats op Magny-Cours, waardoor hij als 26e in het kampioenschap eindigde. Hij eindigde drie plaatsen hoger in de Eurocup, met drie punten van een achtste plaats op Le Mans. Bacheta stapte over naar Epsilon Sport in 2009, maar concentreerde zich nu op de Eurocup, met slechts een verschijning in de WEC op de WTCC-supporterende ronde op Pau, waar hij als vijfde en zesde eindigde. In de Eurocup eindigde hij drie keer in de punten op zijn weg naar de zestiende plaats in het kampioenschap, ondanks het missen van de ronde in Hongarije door budgetproblemen. Hij keerde in 2010 terug in het kampioenschap, waarbij hij voor het nieuwe Interwetten Junior Team vice-wereldkampioen werd. Hij kreeg ook de BRDC Rising Star-award en werd ook genomineerd voor de McLaren Autosport BRDC Award.
Op 2 mei 2011 wordt bekend dat Bacheta in 2011 in de GP3 Series gaat rijden voor het team RSC Mücke Motorsport.